# Carlencas-et-Levas
Carlencas-et-Levas (en occitan Carlencaç e Levaç) est une commune française située dans le centre du département de l'Hérault, en région Occitanie.
Exposée à un climat méditerranéen, elle est drainée par le ruisseau de Courbezou et par divers autres petits cours d'eau. La commune possède un patrimoine naturel remarquable : un site Natura 2000 (« le Salagou ») et deux zones naturelles d'intérêt écologique, faunistique et floristique.
Carlencas-et-Levas est une commune rurale qui compte 115 habitants en 2022, après avoir connu une forte hausse de la population depuis 1968. Elle fait partie de l'aire d'attraction de Bédarieux. Ses habitants sont appelés les Carlencassols ou  Carlencassoles.

## Géographie

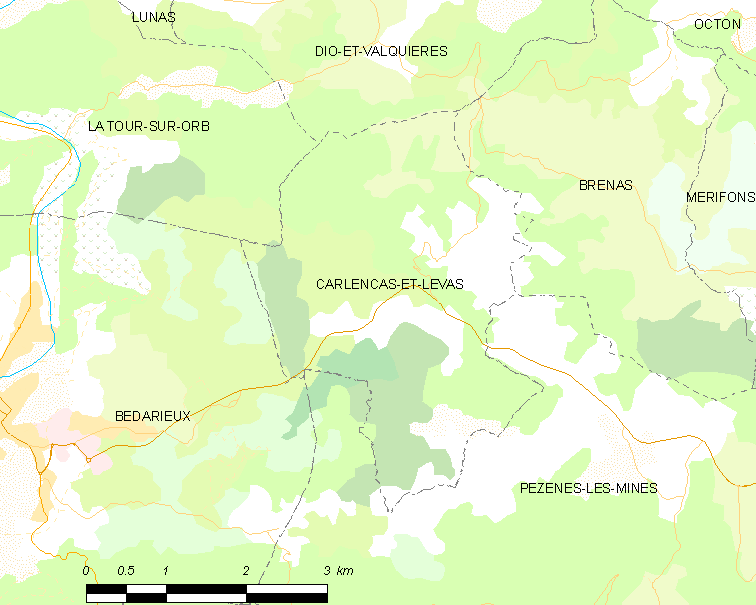
Carte

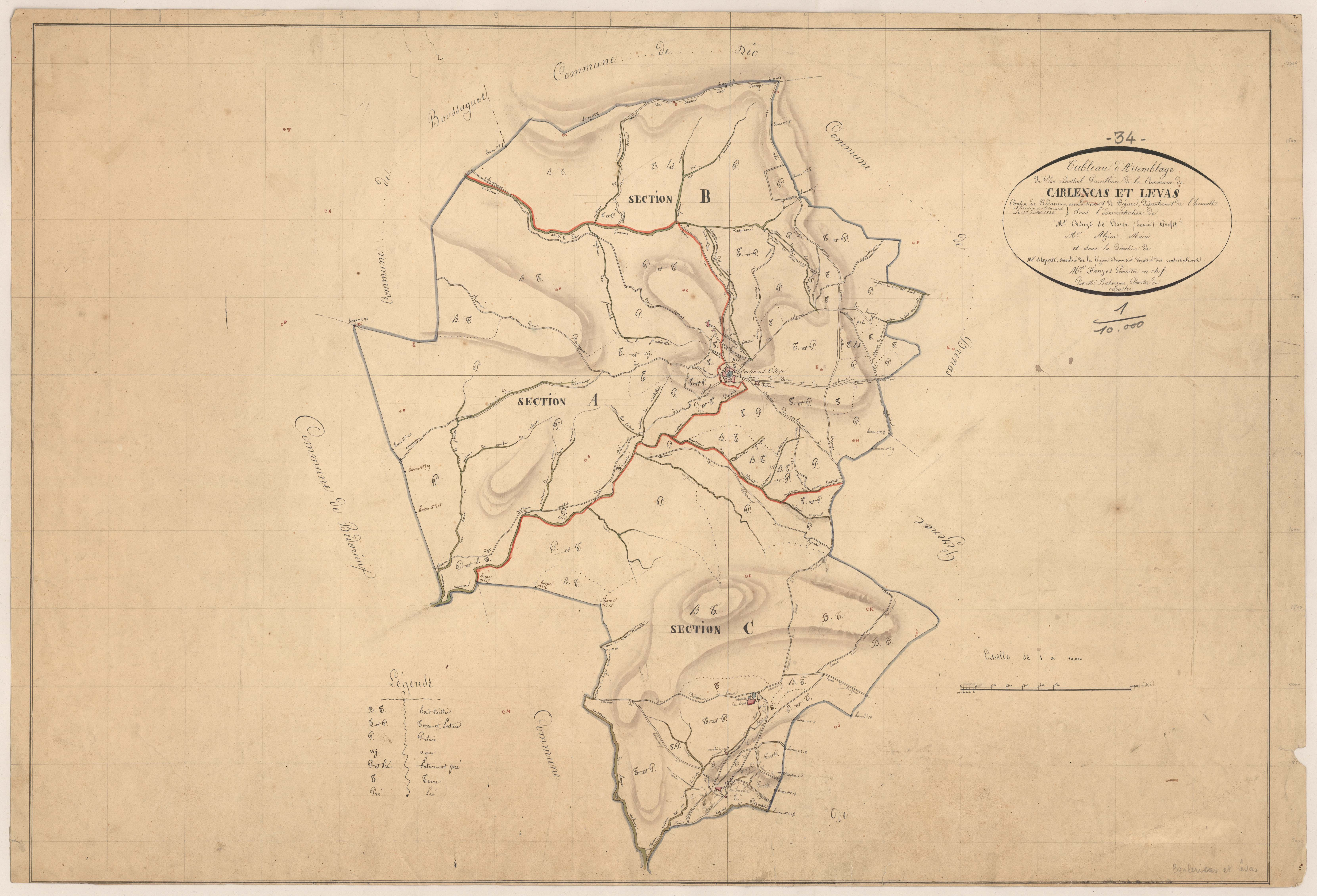
Cadastre napoléonien : tableau d'assemblage (1826).

La région est montagneuse et sèche.

### Communes limitrophes
| La Tour-sur-Orb | Dio-et-Valquières  |        |
| Bédarieux       | Carlencas-et-Levas | Brenas |
|                 | Pézènes-les-Mines  |        |

### Climat
Pour des articles plus généraux, voir Climat de l'Occitanie et Climat de l'Hérault.
En 2010, le climat de la commune est de type climat méditerranéen altéré, selon une étude s'appuyant sur une série de données couvrant la période 1971-2000. En 2020, Météo-France publie une typologie des climats de la France métropolitaine dans laquelle la commune est exposée à un climat méditerranéen et est dans la région climatique  Provence, Languedoc-Roussillon, caractérisée par une pluviométrie faible en été, un très bon ensoleillement (2 600 h/an), un été chaud (21,5 °C), un air très sec en été, sec en toutes saisons, des vents forts (fréquence de 40 à 50 % de vents > 5 m/s) et peu de brouillards.
Pour la période 1971-2000, la température annuelle moyenne est de 13,2 °C, avec une amplitude thermique annuelle de 15,5 °C. Le cumul annuel moyen de précipitations est de 1 232 mm, avec 8,5 jours de précipitations en janvier et 3,1 jours en juillet. Pour la période 1991-2020, la température moyenne annuelle observée sur la station météorologique la plus proche, située sur la commune de Bédarieux à 6 km à vol d'oiseau, est de 13,7 °C et le cumul annuel moyen de précipitations est de 982,0 mm,. Pour l'avenir, les paramètres climatiques de la commune estimés pour 2050 selon différents scénarios d'émission de gaz à effet de serre sont consultables sur un site dédié publié par Météo-France en novembre 2022.

### Milieux naturels et biodiversité

#### Réseau Natura 2000

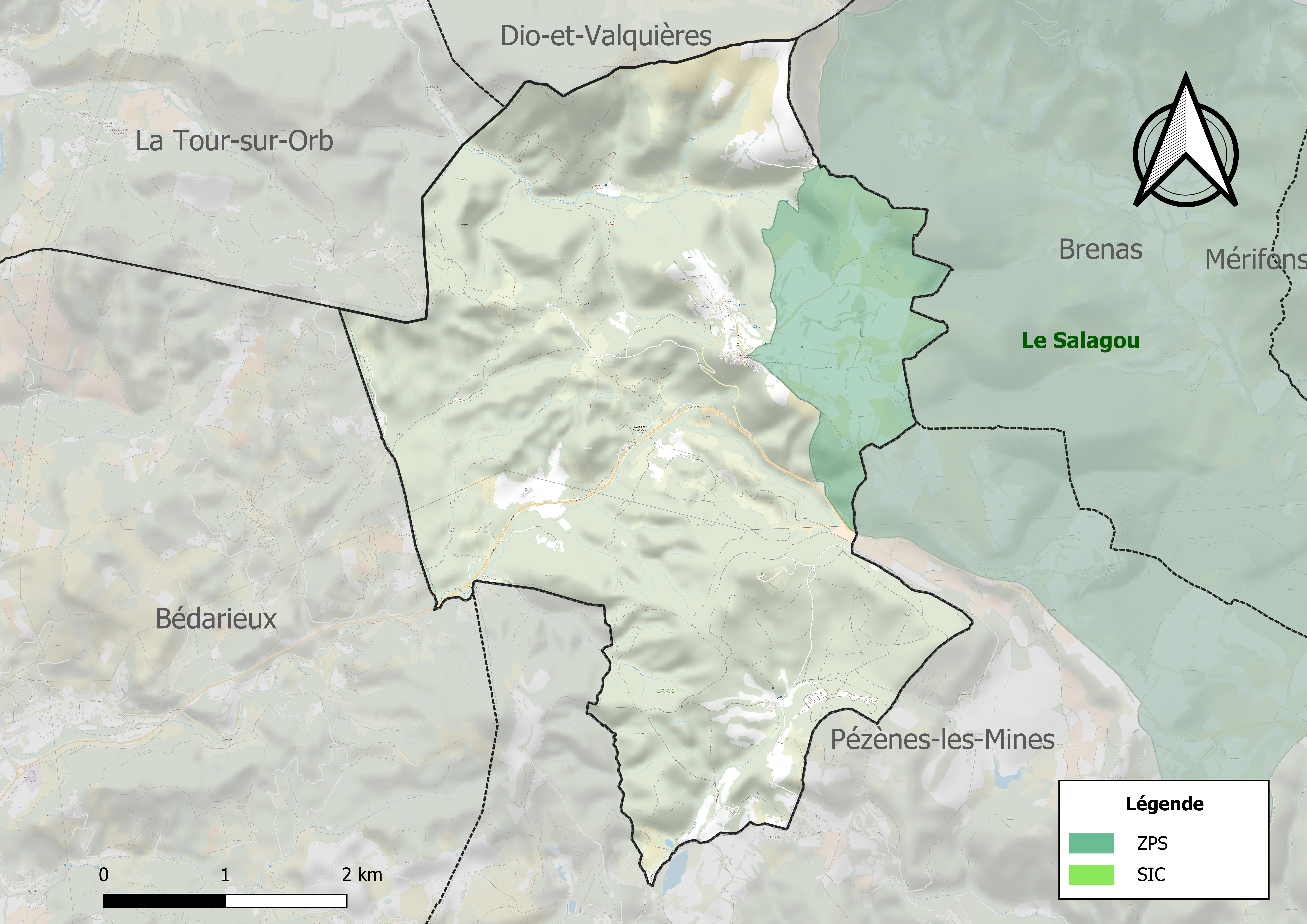
Sites Natura 2000 sur le territoire communal.

Le réseau Natura 2000 est un réseau écologique européen de sites naturels d'intérêt écologique élaboré à partir des directives habitats et oiseaux, constitué de zones spéciales de conservation (ZSC) et de zones de protection spéciale (ZPS).
Un site Natura 2000 a été défini sur la commune au titre  de la directive oiseaux :, effectuant la transition entre la plaine languedocienne et les premiers contreforts de la montagne Noire et du Larzac. Outre l'aigle de Bonelli, trois autres espèces d'oiseaux ont également été prises en compte dans la délimitation de la ZPS, l'Outarde canepetière, le Blongios nain et le Busard cendré, d'une superficie de 12 794 ha, effectuant la transition entre la plaine languedocienne et les premiers contreforts de la montagne Noire et du Larzac. Outre l'aigle de Bonelli, trois autres espèces d'oiseaux ont également été prises en compte dans la délimitation de la ZPS, l'Outarde canepetière, le Blongios nain et le Busard cendré.

#### Zones naturelles d'intérêt écologique, faunistique et floristique
L’inventaire des zones naturelles d'intérêt écologique, faunistique et floristique (ZNIEFF) a pour objectif de réaliser une couverture des zones les plus intéressantes sur le plan écologique, essentiellement dans la perspective d’améliorer la connaissance du patrimoine naturel national et de fournir aux différents décideurs un outil d’aide à la prise en compte de l’environnement dans l’aménagement du territoire.
Une ZNIEFF de type 1 est recensée sur la commune :
le « plateau dolomitique de Levas » (655 ha), couvrant 4 communes du département et une ZNIEFF de type 2, : 
le « plateau de Carlencas-et-Levas » (6 239 ha), couvrant 11 communes du département.

Carte des ZNIEFF de type 1 et 2 à Carlencas-et-Levas.
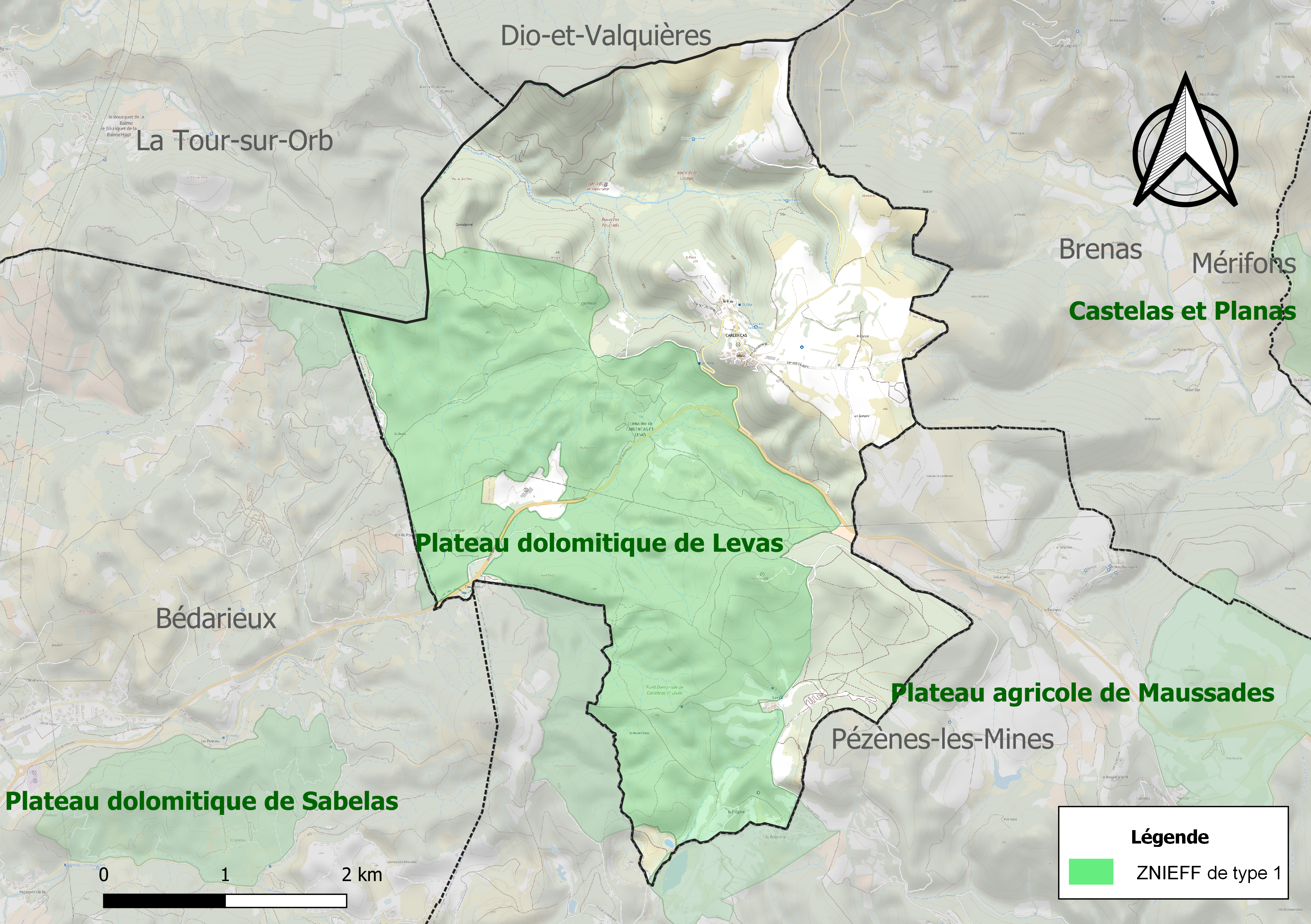
Carte de la ZNIEFF de type 1 sur la commune.
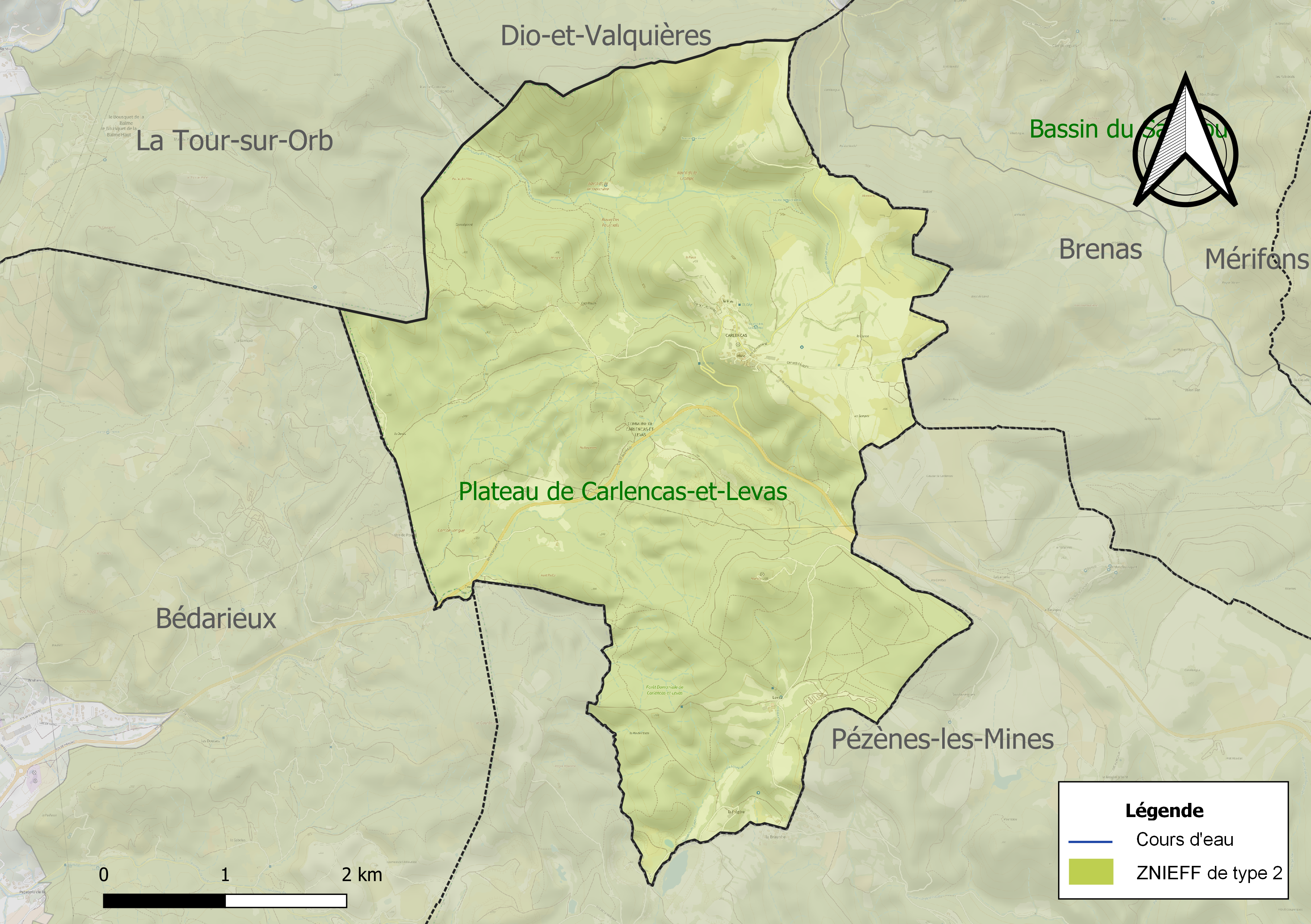
Carte de la ZNIEFF de type 2 sur la commune.

## Urbanisme

### Typologie
Au 1er janvier 2024, Carlencas-et-Levas est catégorisée commune rurale à habitat dispersé, selon la nouvelle grille communale de densité à sept niveaux définie par l'Insee en 2022.
Elle est située hors unité urbaine. Par ailleurs la commune fait partie de l'aire d'attraction de Bédarieux, dont elle est une commune de la couronne,. Cette aire, qui regroupe 26 communes, est catégorisée dans les aires de moins de 50 000 habitants,.

### Occupation des sols
L'occupation des sols de la commune, telle qu'elle ressort de la base de données européenne d’occupation biophysique des sols Corine Land Cover (CLC), est marquée par l'importance des forêts et milieux semi-naturels (82,4 % en 2018), en augmentation par rapport à 1990 (77,8 %). La répartition détaillée en 2018 est la suivante :
forêts (55,2 %), milieux à végétation arbustive et/ou herbacée (27,2 %), prairies (14,7 %), zones agricoles hétérogènes (2,9 %). L'évolution de l’occupation des sols de la commune et de ses infrastructures peut être observée sur les différentes représentations cartographiques du territoire : la carte de Cassini (XVIIIe siècle), la carte d'état-major (1820-1866) et les cartes ou photos aériennes de l'IGN pour la période actuelle (1950 à aujourd'hui).

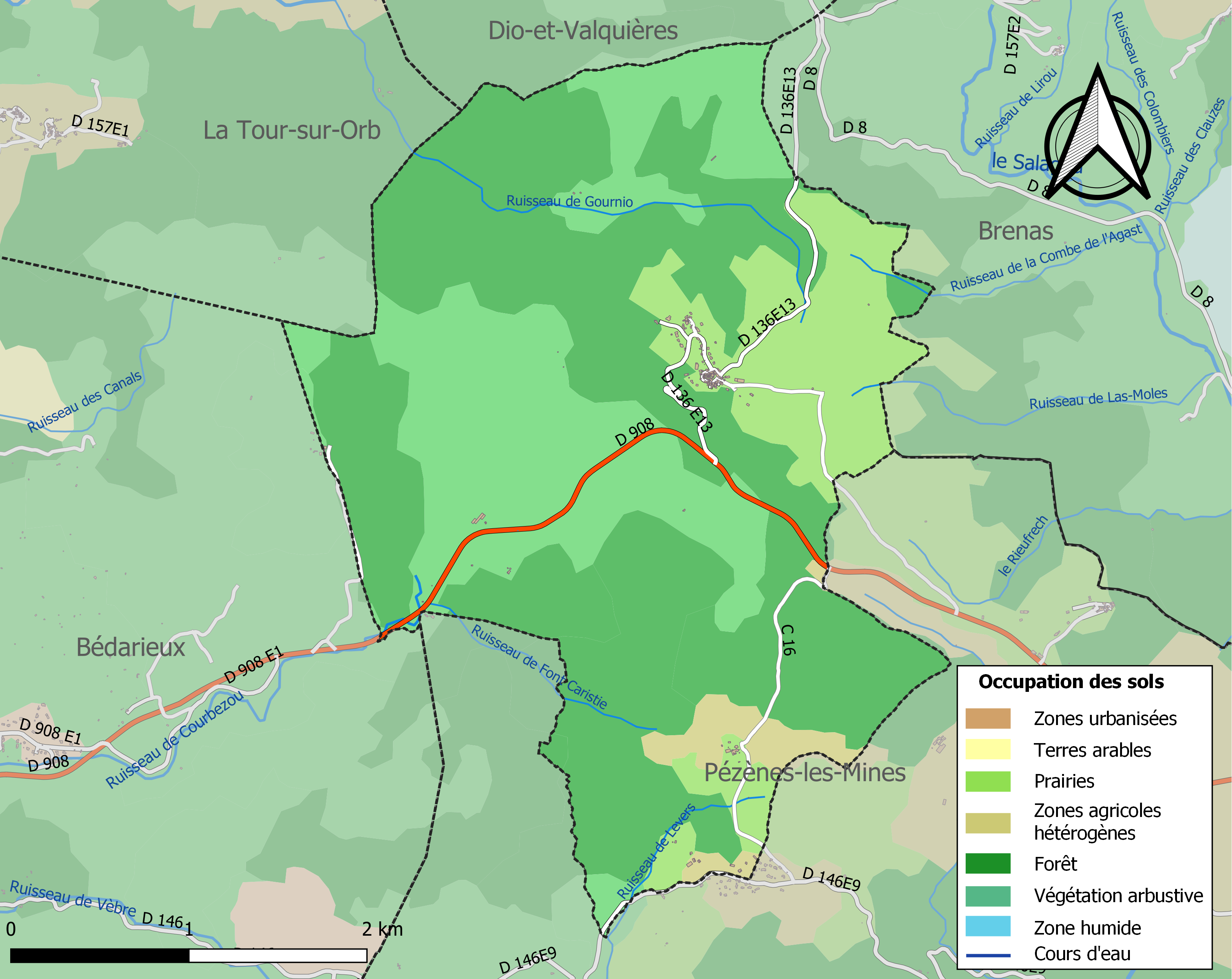
Carte des infrastructures et de l'occupation des sols de la commune en 2018 (CLC).

### Risques majeurs
Le territoire de la commune de Carlencas-et-Levas est vulnérable à différents aléas naturels : météorologiques (tempête, orage, neige, grand froid, canicule ou sécheresse), feux de forêts et séisme (sismicité très faible). Il est également exposé à un risque technologique, le transport de matières dangereuses, et à deux risques particuliers : le risque minier et le risque de radon. Un site publié par le BRGM permet d'évaluer simplement et rapidement les risques d'un bien localisé soit par son adresse soit par le numéro de sa parcelle.

#### Risques naturels
Carlencas-et-Levas est exposée au risque de feu de forêt. Un plan départemental de protection des forêts contre les incendies (PDPFCI) a été approuvé en juin 2013 et court jusqu'en 2022, où il doit être renouvelé. Les mesures individuelles de prévention contre les incendies sont précisées par deux arrêtés préfectoraux et s’appliquent dans les zones exposées aux incendies de forêt et à moins de 200 mètres de celles-ci. L’arrêté du 25 avril 2002 réglemente l'emploi du feu en interdisant notamment d’apporter du feu, de fumer et de jeter des mégots de cigarette dans les espaces sensibles et sur les voies qui les traversent sous peine de sanctions. L'arrêté du 11 mars 2013 rend le débroussaillement obligatoire, incombant au propriétaire ou ayant droit,.

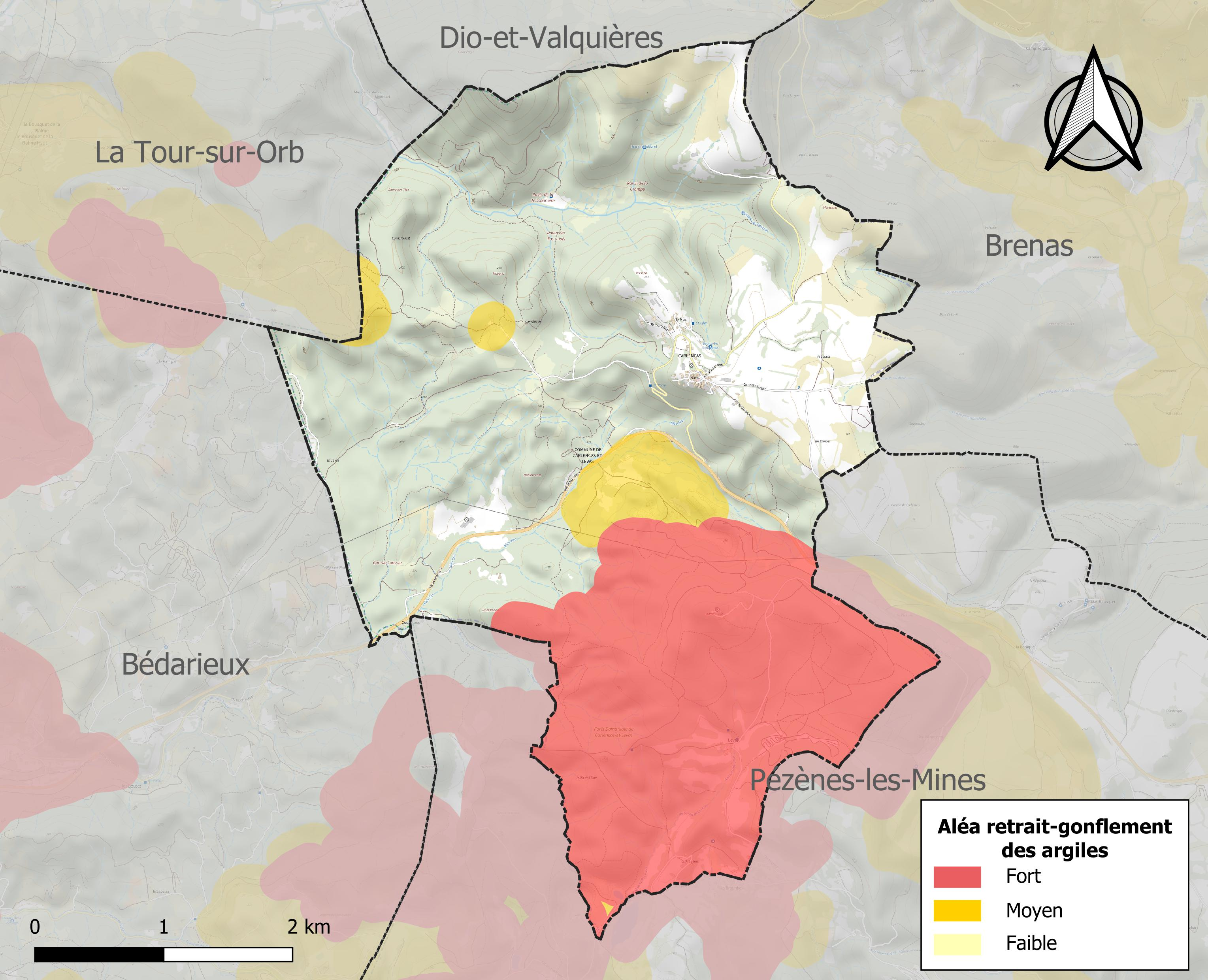
Carte des zones d'aléa retrait-gonflement des sols argileux de Carlencas-et-Levas.

Le retrait-gonflement des sols argileux est susceptible d'engendrer des dommages importants aux bâtiments en cas d’alternance de périodes de sécheresse et de pluie. 33,2 % de la superficie communale est en aléa moyen ou fort (59,3 % au niveau départemental et 48,5 % au niveau national). Sur les 75 bâtiments dénombrés sur la commune en 2019, 5 sont en aléa moyen ou fort, soit 7 %, à comparer aux 85 % au niveau départemental et 54 % au niveau national. Une cartographie de l'exposition du territoire national au retrait gonflement des sols argileux est disponible sur le site du BRGM,.
Par ailleurs, afin de mieux appréhender le risque d’affaissement de terrain, l'inventaire national des cavités souterraines permet de localiser celles situées sur la commune.
La commune a été reconnue en état de catastrophe naturelle au titre des dommages causés par les inondations et coulées de boue survenues en 1982, 1987, 1997 et 2014.

#### Risques technologiques
Le risque de transport de matières dangereuses sur la commune est lié à sa traversée par des infrastructures routières ou ferroviaires importantes ou la présence d'une canalisation de transport d'hydrocarbures. Un accident se produisant sur de telles infrastructures est susceptible d’avoir des effets graves sur les biens, les personnes ou l'environnement, selon la nature du matériau transporté. Des dispositions d’urbanisme peuvent être préconisées en conséquence.

#### Risque particulier
L’étude Scanning de Géodéris réalisée en 2008 a établi pour le département de l’Hérault une identification rapide des zones de risques miniers liés à l’instabilité des terrains. Elle a été complétée en 2015 par une étude approfondie sur les anciennes exploitations minières du bassin houiller de Graissessac et du district polymétallique de Villecelle. La commune est ainsi concernée par le risque minier, principalement lié à l’évolution des cavités souterraines laissées à l’abandon et sans entretien après l’exploitation des mines.
Dans plusieurs parties du territoire national, le radon, accumulé dans certains logements ou autres locaux, peut constituer une source significative d’exposition de la population aux rayonnements ionisants. Certaines communes du département sont concernées par le risque radon à un niveau plus ou moins élevé. Selon la classification de 2018, la commune de Carlencas-et-Levas est classée en zone 3, à savoir zone à potentiel radon significatif.

## Toponymie
Le nom de Carlencas a été connu sous les variantes : « parrochia S. Marani (Martini ?) de Carnencas » (1164), « villam de Carnencas » (1178), « de Carnencacio » (1323), « rector de Carnencacio » (1351).
Le nom dérive d'une forme pré-indo-européenne carn- avec un suffixe -enc- + -as.
Le nom de Levas a été connu sous les variantes : « meas ecclesias de Levas » (vers 972), « rector ecclesiarum de Levaton » (1323), « rector de Levatio » (1351).
Le nom dérive d'une forme pré-indo-européenne lev (pente) + suffixe -atis

## Histoire
Carlencas-et-Levas furent les fiefs de la famille de Jessé qui porte toujours leurs noms de Jessé Levas et de Jessé Carlencas.
En l'an II, la commune de Carlencas absorbe le village de Levas et prend le nom de Carlencas-et-Levas.

## Politique et administration
| Période      | Période      | Identité           | Étiquette    | Qualité              |
| ------------ | ------------ | ------------------ | ------------ | -------------------- |
| 1791         | 1795         | Jean Vieulles      | SE           |                      |
| 1795         | 1797         | Joseph Fabre       | SE           |                      |
| 1797         | 1798         | Pierre Lugagne     | SE           |                      |
| 1798         | 1804         | Fulcrand Fabre     | SE           |                      |
| 1804         | 1808         | Barthélémy Lugagne | SE           |                      |
| 1808         | 1817         | Jean Calas         | SE           |                      |
| 1817         | 1821         | André Vieulles     | SE           |                      |
| 1821         | 1841         | Jean Alzieu        | Conservateur |                      |
| 1841         | 1853         | Bernard Fabre      | SE           |                      |
| 1853         | 1865         | Jean Durand        | Bonapartiste |                      |
| 1865         | 1871         | Jean-Pierre Alzieu | Bonapartiste |                      |
| 1871         | 1877         | Raymond Fulcrand   | SE           |                      |
| 1877         | 1881         | Jules Vernezobres  | SE           |                      |
| 1881         | 1882         | Adolphe Vieulles   | SE           |                      |
| 1882         | 1892         | César Bernardou    | SE           |                      |
| 1892         | 1896         | Jean Salasc        | SE           |                      |
| 1896         | 1904         | Zéphirin Fabre     | SE           |                      |
| 1904         | 1919         | Abel Alzieu        | SE           |                      |
| 1919         | 1925         | Ulysse Bernardou   | SE           |                      |
| 1925         | 1947         | Maurice Alzieu     | SE           |                      |
| 1947         | 1953         | Siméon Durand      | SE           |                      |
| 1953         | mars 1954    | Pierre Cadenet     | SE           |                      |
| mars 1954    | mars 1983    | Edmond Salasc      | SE           |                      |
| mars 1983    | mars 2008    | Jacques Barry      | SE           |                      |
| mars 2008    | juillet 2020 | Bernard Camoletti  | SE           | Agriculteur retraité |
| juillet 2020 | En cours     | Sylvie Toluafe     | SE-DVG       |                      |

## Démographie
L'évolution du nombre d'habitants est connue à travers les recensements de la population effectués dans la commune depuis 1793. Pour les communes de moins de 10 000 habitants, une enquête de recensement portant sur toute la population est réalisée tous les cinq ans, les populations de référence des années intermédiaires étant quant à elles estimées par interpolation ou extrapolation. Pour la commune, le premier recensement exhaustif entrant dans le cadre du nouveau dispositif a été réalisé en 2007.

En 2022, la commune comptait 115 habitants, en évolution de −10,85 % par rapport à 2016 (Hérault : +7,49 %, France hors Mayotte : +2,11 %).
| 1793 | 1800 | 1806 | 1821 | 1831 | 1836 | 1841 | 1846 | 1851 |
| ---- | ---- | ---- | ---- | ---- | ---- | ---- | ---- | ---- |
| 147  | 120  | 153  | 174  | 140  | 167  | 153  | 163  | 154  |

| 1856 | 1861 | 1866 | 1872 | 1876 | 1881 | 1886 | 1891 | 1896 |
| ---- | ---- | ---- | ---- | ---- | ---- | ---- | ---- | ---- |
| 180  | 187  | 162  | 160  | 144  | 148  | 134  | 135  | 122  |

| 1901 | 1906 | 1911 | 1921 | 1926 | 1931 | 1936 | 1946 | 1954 |
| ---- | ---- | ---- | ---- | ---- | ---- | ---- | ---- | ---- |
| 117  | 117  | 105  | 78   | 91   | 87   | 86   | 80   | 55   |

| 1962 | 1968 | 1975 | 1982 | 1990 | 1999 | 2006 | 2007 | 2012 |
| ---- | ---- | ---- | ---- | ---- | ---- | ---- | ---- | ---- |
| 50   | 49   | 54   | 68   | 87   | 88   | 113  | 116  | 130  |

| 2017 | 2022 | - | - | - | - | - | - | - |
| ---- | ---- | - | - | - | - | - | - | - |
| 130  | 115  | - | - | - | - | - | - | - |

## Économie

### Emploi
|                | 2008   | 2013   | 2018 |
| -------------- | ------ | ------ | ---- |
| Commune        | 9,8 %  | 6,2 %  | 13 % |
| Département    | 10,1 % | 11,9 % | 12 % |
| France entière | 8,3 %  | 10 %   | 10 % |

En 2018, la population âgée de 15 à 64 ans s'élève à 78 personnes, parmi lesquelles on compte 71,4 % d'actifs (58,4 % ayant un emploi et 13 % de chômeurs) et 28,6 % d'inactifs,. En  2018, le taux de chômage communal (au sens du recensement) des 15-64 ans est supérieur à celui de la France et du département, alors qu'il était inférieur à celui du département en 2008.
La commune fait partie de la couronne de l'aire d'attraction de Bédarieux, du fait qu'au moins 15 % des actifs travaillent dans le pôle,. Elle compte 17 emplois en 2018, contre 18 en 2013 et 19 en 2008. Le nombre d'actifs ayant un emploi résidant dans la commune est de 47, soit un indicateur de concentration d'emploi de 35,8 % et un taux d'activité parmi les 15 ans ou plus de 49,6 %.
Sur ces 47 actifs de 15 ans ou plus ayant un emploi, 11 travaillent dans la commune, soit 23 % des habitants. Pour se rendre au travail, 85,1 % des habitants utilisent un véhicule personnel ou de fonction à quatre roues, 4,3 % les transports en commun, 4,3 % s'y rendent en deux-roues, à vélo ou à pied et 6,4 % n'ont pas besoin de transport (travail au domicile).

### Activités hors agriculture
5 établissements sont implantés  à Carlencas-et-Levas au 31 décembre 2019.
Le secteur des activités spécialisées, scientifiques et techniques et des activités de services administratifs et de soutien est prépondérant sur la commune puisqu'il représente 20 % du nombre total d'établissements de la commune (1 sur les 5 entreprises implantées  à Carlencas-et-Levas), contre 17,1 % au niveau départemental.

### Agriculture
|               | 1988 | 2000 | 2010 | 2020 |
| ------------- | ---- | ---- | ---- | ---- |
| Exploitations | 10   | 6    | 6    | 5    |
| SAU (ha)      | 140  | 371  | 196  | 389  |

La commune est dans le « Soubergues », une petite région agricole occupant le nord-est du département de l'Hérault. En 2020, l'orientation technico-économique de l'agriculture  sur la commune est l'élevage d'équidés et/ou d' autres herbivores. Cinq exploitations agricoles ayant leur siège dans la commune sont dénombrées lors du recensement agricole de 2020 (dix en 1988). La superficie agricole utilisée est de 389 ha,,.

## Culture locale et patrimoine

### Lieux et monuments
- Église Saint-Martin-de-Tours de Carlencas, datant du XIIe siècle.
- Église Saints-Pierre-et-Paul de Levas[31] datant du XIe siècle. Un arbre tordu près de l'église est un objet de curiosité

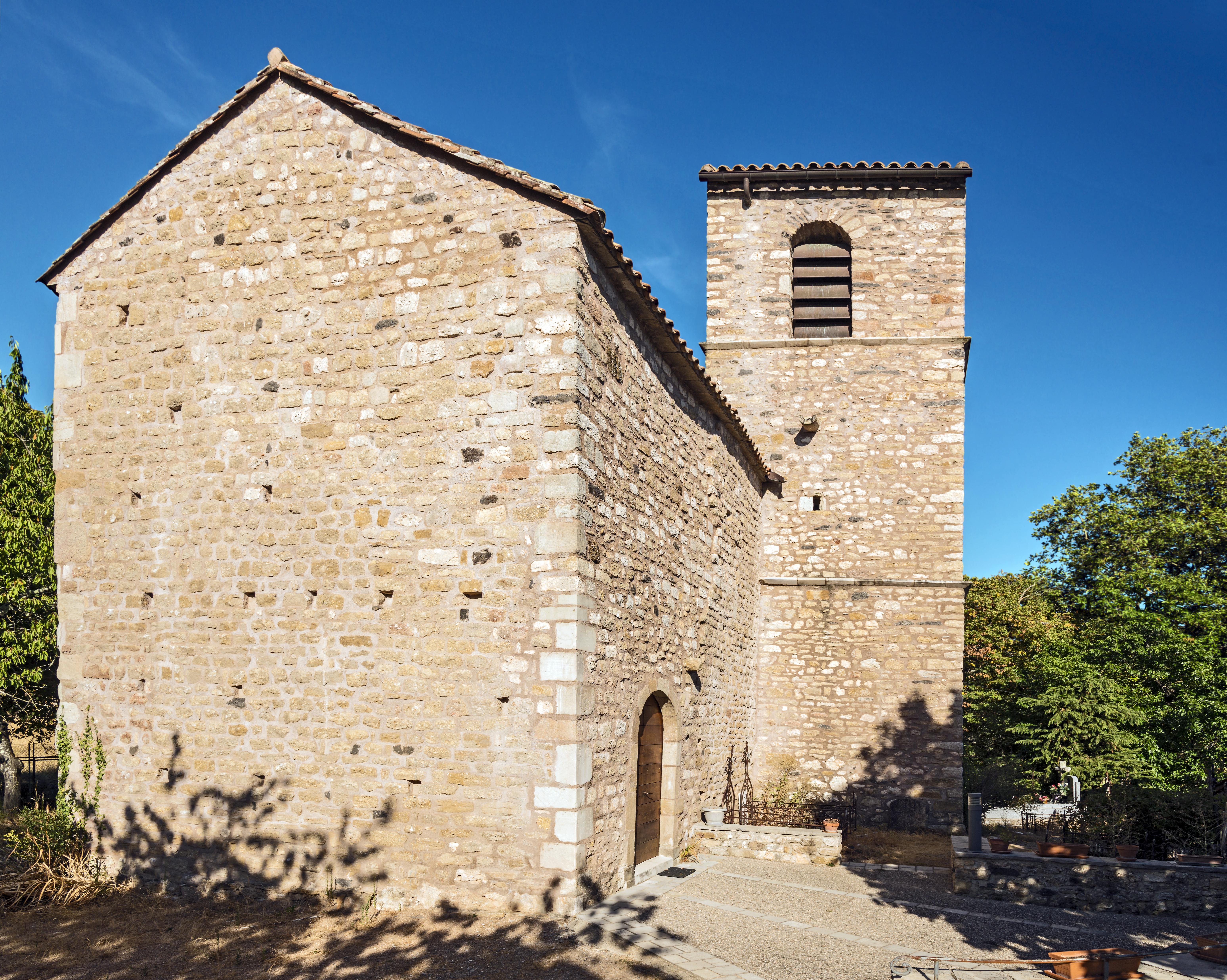
L'Église Saints-Pierre-et-Paul de Levas
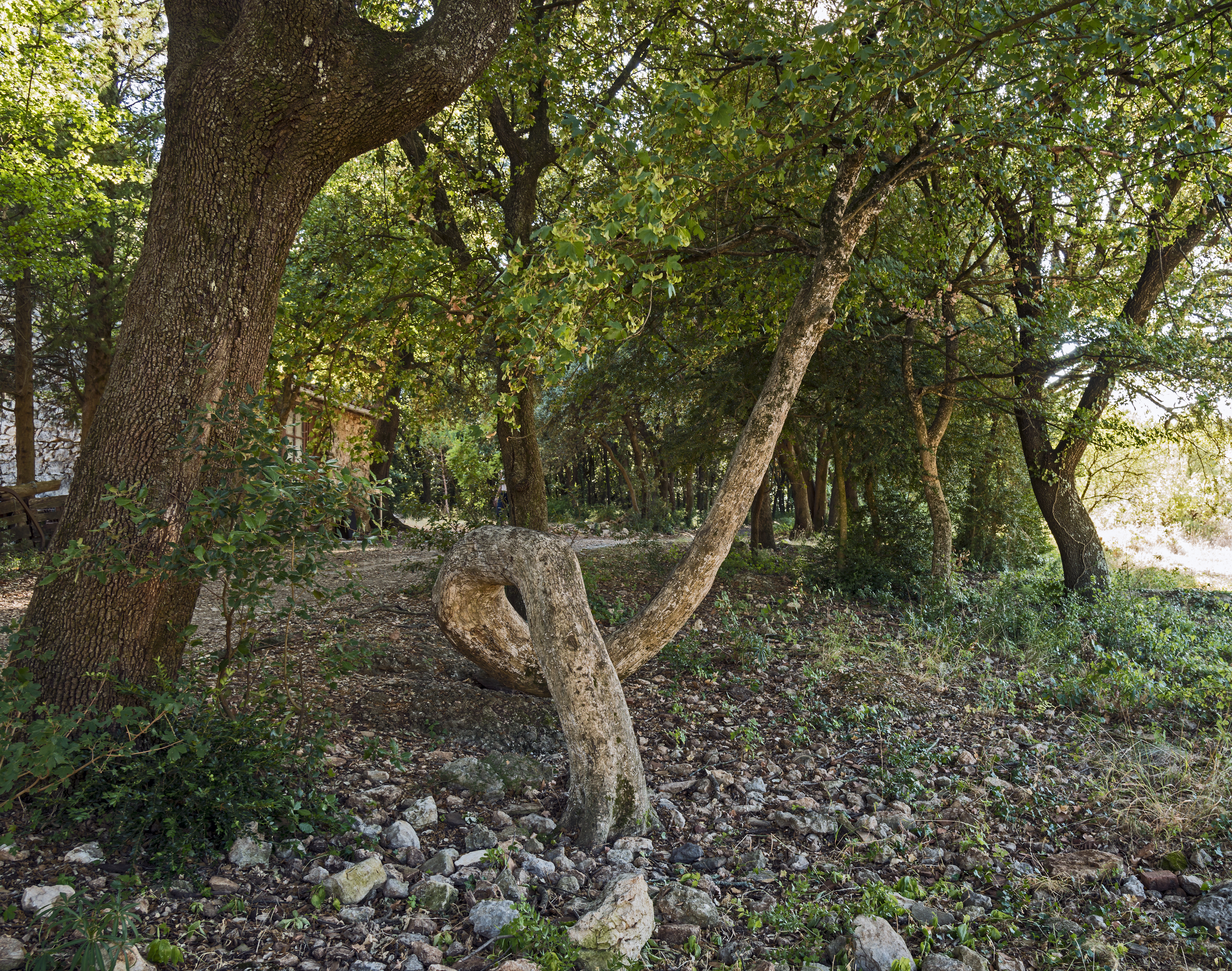
L'arbre tordu de l'église Saints-Pierre-et-Paul

### Héraldique
|  | Les armoiries de Carlencas-et-Levas se blasonnent ainsi : De vair au pairle losangé d'argent et de sinople. |

### Fonds d'archives
- Fonds : Archives communales de Carlencas-et-Levas (1604-1983) [1,05 ml].  Cote : 53 EDT. Montpellier : Archives départementales de l'Hérault (présentation en ligne).